# Xestoleberis opalescenta
Xestoleberis opalescenta is een mosselkreeftjessoort uit de familie van de Xestoleberididae. De wetenschappelijke naam van de soort is voor het eerst geldig gepubliceerd in 1974 door Schornikov.